# A Winter Holiday in the Bernese Oberland, Switzerland
A Winter Holiday in the Bernese Oberland, Switzerland è un cortometraggio muto del 1914. Non si conosce il nome del regista del film prodotto dalla Edison.

## Produzione
Il documentario, prodotto dalla Edison Company, venne girato nell'Oberland Bernese.

## Distribuzione
Distribuito dalla General Film Company, il film - un cortometraggio di 120 metri - uscì nelle sale cinematografiche USA il 18 marzo 1914. Nelle proiezioni, veniva programmato con il sistema dello split reel, accorpato in un'unica bobina con un altro cortometraggio prodotto dalla Edison, la commedia A Boarding House Romance.